# بیابان یوما

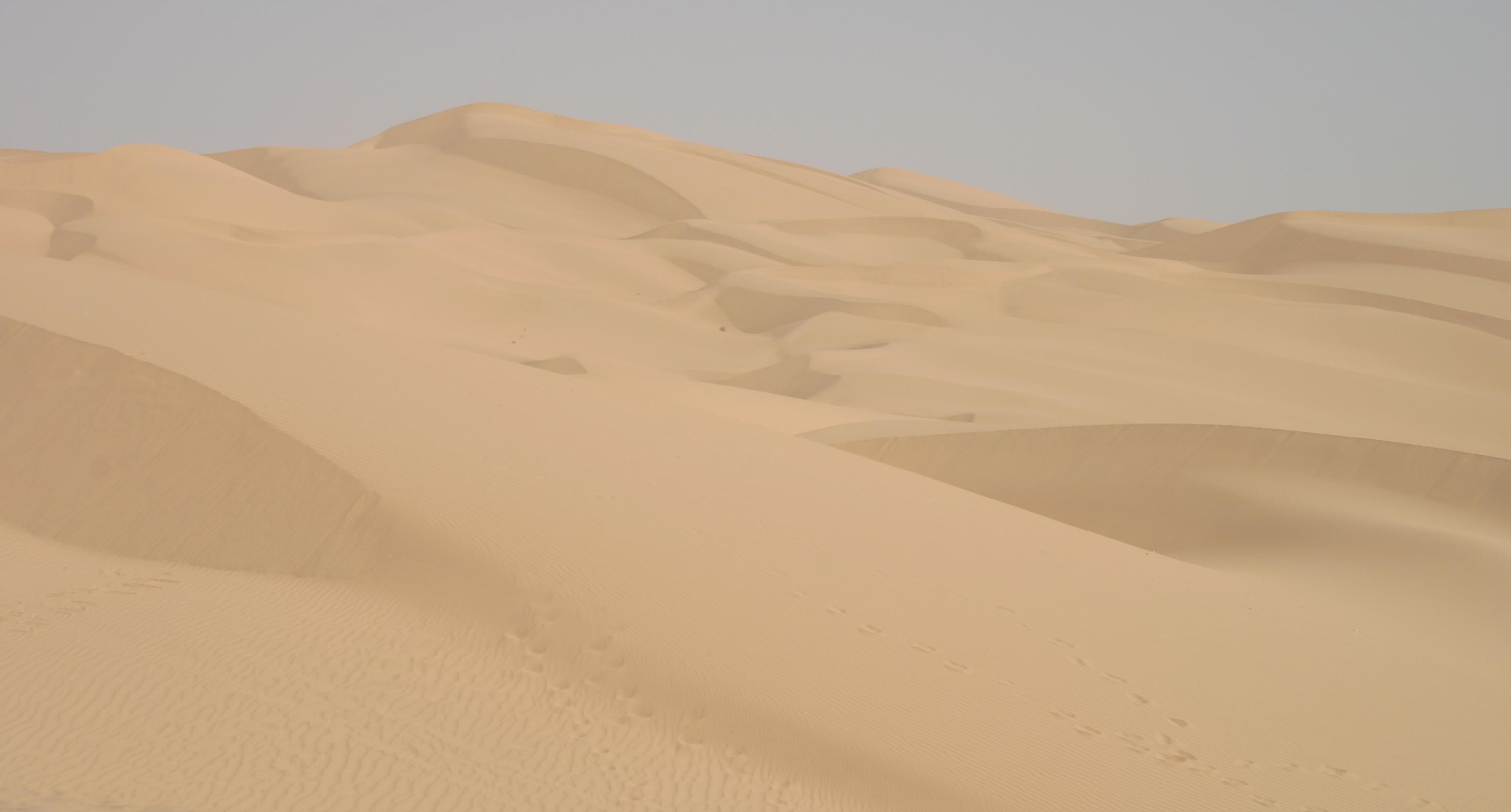
شن‌های روان ایمپریال در بیابان یوما.

بیابان یوما (انگلیسی: Yuma Desert) بیابانی در جنوب غربی ایالات متحده آمریکا و شمال غربی مکزیک است. این بیابان در ایالت‌های آریزونا و کالیفرنیا در آمریکا و ایالت سونورا در مکزیک واقع شده‌است.

## جغرافیا
بیابان یوما مساحتی حدود ۲۶۰۰۰ کیلومتر مربع را دربر می‌گیرد. این بیابان از شرق به کوه‌های کالیفرنیا، از غرب به کوه‌های آریزونا، از شمال به رودخانه کلرادو و از جنوب به خلیج کالیفرنیا محدود می‌شود.
بیابان یوما دارای آب و هوای گرم و خشک است. میانگین دمای هوا در این منطقه در طول سال حدود ۲۵ درجه سانتی‌گراد است. بارندگی سالانه در بیابان یوما بسیار کم و حدود ۱۰۰ میلی‌متر است.

## پوشش گیاهی
بوته قطران (Larrea tridentata) که در سراسر بیابان یوما پراکنده‌است، گیاه غالب در این منطقه است. کاکتوس ساگوارو (Carnegiea gigantea) و اوکوتلیو (Fouquieria splendens) در باهاداها (bajadas) رایج هستند، در حالی که بسیاری از درختان بیابانی که در این منطقه یافت می‌شوند به آبراهه‌های خشک محدود می‌شوند. این درختان شامل درمان عقرب (Parkinsonia)، بید بیابانی آمریکایی (Chilopsis linearis)، آهن‌چوب صحرایی (Olneya tesota) و درخت دود (Psorothamnus spinosus) می‌شوند.
بیابان یوما شمالی‌ترین نقطه رویش درخت فیل (Bursera microphylla) و سوسن آبی باخا (Triteleiopsis palmeri)[2] است.